# Карабинівська сільська рада
| Карабинівська сільська рада — орган місцевого самоврядування у Павлоградському районі Дніпропетровської області з адміністративним центром у с. Карабинівка. Дата утворення ради — 13 червня 1991 року, коли населені пункти с. Карабинівка, с. Лиманське, с. Новоолександрівське, с-ще Мінеральні Води були об'єднані в Карабинівську сільську раду. Рада розташована на заході Павлоградського району Дніпропетровської області, вздовж берегів річки Березнегувата. Сільській раді підпорядковані населені пункти: - с. Карабинівка - с. Лиманське - с-ще Мінеральні Води - с. Новоолександрівське |

## Склад ради
Рада складається з 16 депутатів та голови.

## Керівний склад сільської ради
| ПІБ                     | Основні відомості                                                                  | Дата обрання | Дата звільнення |
| ----------------------- | ---------------------------------------------------------------------------------- | ------------ | --------------- |
| Монах Клавдія Василівна | Сільський голова, 1960 року народження, освіта, Політична партія «Трудова Україна» | 26.03.2006   | 31.10.2010      |
| Монах Клавдія Василівна | Сільський голова, 1960 року народження, освіта вища, член Партії регіонів          | 31.10.2010   |                 |

Примітка: таблиця складена за даними джерела